# Plebejus approximatajuncta
Plebejus approximatajuncta är en fjärilsart som beskrevs av Tutt 1909. Plebejus approximatajuncta ingår i släktet Plebejus och familjen juvelvingar. Inga underarter finns listade i Catalogue of Life.